# Neivamyrmex jtl-001
Neivamyrmex jtl-001 é uma espécie de formiga do gênero Neivamyrmex.